# Йосафат Козаров
Йосафат Козаров е католически духовник, архимандрит, проадминистратор на католиците от Източен обред в България през 20-те години на XX в.

## Биография
Йосафат Козаров е роден в град Пловдив през 1852 г. в семейство на католици от западен обред. Като дете постъпва в Семинарията на Софийско-Пловдивския викарият, в град Пловдив, при отците капуцини. По-късно той постъпва в Източно-католическата семинария „Св. св. Петър и Павел“ при Обществото на отците успенци в Караагач, днес в рамките на град Одрин, Турция. След завършването му заминава като послушник в Париж, а след това и в град Осма, Испания. След приключването на богословското си образование се завръща в Одрин и е ръкоположен за свещеник от източен обред.
Служи известно време в Одрин и Цариград, а след това се завръща в България и преподава в първоначалните училища, предимно в град Ямбол. Бил е за кратко енорийски свещеник в Топузларе.
Поради семейни причини и с разрешението на Светия Престол, през 1900 г. напуска монашеския живот и е причислен към мирското духовенство. През 1907 г. става енорийски свещеник в Довруклий.
През 1919 г. се оттегля в покой, но поради смъртта на отец Иван Пищийски е назначен като изповедник в Пловдивската катедрала „Свети Лудвиг“.
След смъртта на архимандрит Христофор Кондов през април 1924 г. е назначен за про-администратор на католиците от източен обред. Същевременно той е и енорийски свещеник при новооткритата източнокатолическа енория „Успение Богородично“ в град София.
Умира на 3 ноември 1925 г. в София.